# Thranodes stenothyreus
Thranodes stenothyreus là một loài bọ cánh cứng trong họ Cerambycidae.